# 抱きしめたい (2002年のテレビドラマ)
『抱きしめたい』（だきしめたい）は、島田律子の『私はもう逃げない〜自閉症の弟からおしえられたこと』を原作としてNHKで放送された日本のテレビドラマである（74分）。2002年10月12日にNHKデジタルハイビジョン、10月26日にNHK総合テレビジョンで放送された。

## 概要
平成14年度文化庁芸術祭テレビ部門優秀賞を受賞した。2003年、モンテカルロ・テレビ祭でフィクション番組テレビ映画部門特別賞を受賞した。
埼玉県にある施設NHKアーカイブスに映像が所蔵されており、全国各地に設置されているNHK番組公開ライブラリーで視聴することができる。

## キャスト
沢田未来子
演 - 和久井映見
沢田道朗
演 - 加瀬亮
山下祐治
演 - 西島秀俊
久保田あや子
演 - 三崎千恵子
沢田一朗
演 - 竜雷太
沢田朋子
演 - いしだあゆみ

## スタッフ
- 脚本 - 吉田紀子
- 原作 - 島田律子「私はもう逃げない〜自閉症の弟からおしえられたこと」
- 音楽 - 城之内ミサ
- 制作統括 - 阿部康彦、木田幸紀
- 演出 - 勝田夏子
- 医事監修 - 佐々木正美（川崎医療福祉大学特任教授）
- 医事指導 - 藤村出（NPO法人SUN理事長）